# Maximilien de Furstenberg
 (janvier 2013).
Si vous disposez d'ouvrages ou d'articles de référence ou si vous connaissez des sites web de qualité traitant du thème abordé ici, merci de compléter l'article en donnant les références utiles à sa vérifiabilité et en les liant à la section « Notes et références ».
Maximilien de Furstenberg, né le 23 octobre 1904 à Heerlen (Pays-Bas) et mort le 22 septembre 1988 à Mont-Godinne, Namur (Belgique), est un évêque belge qui est nonce apostolique en divers pays et préfet de la Congrégation pour les Églises orientales (Rome) de 1968 à 1973. En 1967, il est créé cardinal par Paul VI.

## Biographie

### Jeunesse et formation
De souche aristocratique belgo-allemande - son père est le baron Adolf von Fürstenberg (de), bourgmestre de Remersdael, et sa mère est la comtesse Élisabeth d'Oultremont de Wégimont et de Warfusée -  et de famille traditionnellement catholique, le baron Maximilien de Furstenberg fait ses études secondaires de 1915 à 1922 au collège de l’abbaye de Maredsous, en Belgique. Il passe ensuite deux ans (1922-1924) aux facultés universitaires Saint-Louis, à Bruxelles, où il étudie la philologie classique et la philosophie. Après son service militaire au régiment des grenadiers (1924-1925) - qu’il achève avec le grade de sous-lieutenant de réserve - il poursuit ses études de philosophie à l’université de Louvain (1925-1928). Sa formation se termine avec un doctorat en théologie obtenu à l’université grégorienne de Rome (1928-1932). Il est ordonné prêtre pour l’archidiocèse de Malines, à Rome, le 9 août 1931.

### Carrière en Belgique
Maximilien de Furstenberg enseigne d’abord deux ans au collège Saint-Jean Berchmans d’Anvers (1932-1934) avant d’arriver à Malines comme professeur de liturgie (1934-1946). Tout en y enseignant au grand séminaire, il est le maître de cérémonie du cardinal van Roey, chanoine de la cathédrale Saint-Rombaut et aumônier militaire de réserve.
Durant la Seconde Guerre mondiale son attitude patriotique belge fait qu’il est arrêté par l’occupant allemand et passe un an à la prison de Saint-Gilles à Bruxelles. Il est libéré la veille de Noël 1944. Pendant deux ans après la guerre, il est aumônier de la cour royale belge (sous la Régence du prince Charles).

### Ensuite à Rome

Le 27 février 1946, les évêques belges nomment l'abbé de Furstenberg recteur du collège ecclésiastique belge de Rome. Il est nommé chapelain de Sa Sainteté avec le titre de  Monseigneur. Au collège belge, il aura parmi ses étudiants le jeune prêtre polonais Karol Wojtyla.
Par sa nomination comme délégué apostolique au Japon (en), le 22 mars 1949, Mgr de Furstenberg entre au service du Saint-Siège. Un mois plus tard, le 25 avril 1949, il est ordonné archevêque titulaire de Paltus (de) par le cardinal Van Roey dans la cathédrale Saint-Rombaut de Malines, avec comme co-consécrateurs Jean Marie Van Cauwenbergh (de) et Oscar Joliet (en). Internonce (toujours au Japon) en 1952, sa carrière diplomatique se poursuit en Corée du Sud (en) (il y ouvre la nonciature en 1952), en Australie (en) (1959) et au Portugal (en) (1962).
Mgr de Furstenberg, nommé archevêque de Mytilène et nonce apostolique à Lisbonne (en), participe au concile Vatican II (1962-1965) et inaugure le Ponte
Salazar le 6 août 1966. Un an plus tard, au consistoire du 26 juin 1967, il est créé cardinal-prêtre par Paul VI au titre du Sacro Cuore di Gesù a Castro Pretorio. Il est bientôt préfet de la Congrégation pour les Églises orientales (15 janvier 1968). Dans l’esprit de rapprochement voulu par le concile Vatican II et le pape Paul VI, il rend visite aux patriarches des Églises orientales, en Turquie (Constantinople), Irak (Babylone des Chaldéens), Syrie (Antioche), Inde (Kerala), Jordanie, Égypte (Alexandrie) et la Terre sainte (Jérusalem).
Comme préfet de la Congrégation des Églises orientales il est mêlé au conflit qui oppose en 1971 Rome et l’Église grecque-catholique ukrainienne. Un synode régional y avait tenté d’obtenir le statut « patriarcal » pour l’Église ukrainienne. Par respect pour les sentiments de l'Église orthodoxe et à cause de l'opposition des diplomates  soviétiques, le pape Paul VI refuse d’accorder le titre de patriarche. Le chef de l’Église catholique ukrainienne orientale reste archevêque majeur ayant siège à Lviv.
Le 28 février 1973, Mgr de Furstenberg démissionne de son poste de préfet de la Congrégation pour les Églises orientales. Cinq ans plus tard, il participe aux deux conclaves de 1978, élisant successivement Jean-Paul Ier et Jean-Paul II. Sa santé déclinant, ses activités diminuent progressivement. En 1988, il est hospitalisé à l’hôpital universitaire Gemelli de Rome. Jean-Paul II y visite son ancien recteur. En juin 1988, il est transféré à la clinique de Mont-Godinne en Belgique.

### Mort
Atteint d’un hémorragie cérébrale, Mgr Maximilien de Furstenberg meurt le 22 septembre 1988 à Mont-Godinne. La messe de funérailles est célébrée à l’église Notre-Dame du Sablon de Bruxelles, église capitulaire de l’ordre équestre du Saint-Sépulcre, dont le cardinal était le Grand-Maître depuis 1972. En accord avec ses dernières volontés, il est enterré dans la crypte de la famille de Furstenberg, dans l’église Saint-Apollinaire de Remagen, en Rhénanie-Palatinat (Allemagne).

## Succession apostolique
Maximilien de Furstenberg a ordonné les évêques suivants :
- Évêque Paul Yoshiyuki Furuya (de) (1951)
- Évêque Lucas Katsusaburo Arai (pl) (1952)
- Évêque Benedict Takahiko Tomizawa (de) (1953)
- Évêque Petro Arikata Kobayashi (ja) (1954)
- Cardinal Joseph Asjiro Satowaki (1955)
- Évêque Thomas F. Quinlan (en), S.S.C.M.E. (1955)
- Évêque Laurentius Satoshi Nagae (ru) (1958)
- Évêque Leo Lemay (en), S.M. (1960)
- Archevêque Francis Roberts Rush (en) (1961)
- Évêque Francisco Esteves Dias (de), O.S.B. (1963)
- Évêque Manuel Ferreira Cabral (pt) (1965)
- Évêque Américo Henriques (en) (1966)
- Évêque Domingos de Pinho Brandão (pt) (1967)
- Évêque José Francisco Moreira dos Santos (pt), O.F.M.Cap. (1967)
- Archevêque Manuel Vieira Pinto (pt) (1967)
- Archevêque Kuriakose Kunnacherry (en) (1968)
- Évêque Teodoro de Faria (pt) (1982)